# زنبورهای چوب
زنبورهای چوب (نام علمی: Xiphydriidae) نام یک تیره از زیرراسته اره‌مگس است.